# Mülchi
Mülch ist ein Ort in der politischen Gemeinde Fraubrunnen im Verwaltungskreis Bern-Mittelland des Kantons Bern in der Schweiz. Bis zum 31. Dezember 2013 war Mülchi eine eigene politische Gemeinde. Am 1. Januar 2014 fusionierte diese mit den Gemeinden Büren zum Hof, Etzelkofen, Fraubrunnen, Grafenried, Limpach, Schalunen und Zauggenried zur neuen Gemeinde Fraubrunnen.

## Geographie
Mülchi liegt auf 476 m ü. M., 13 Kilometer südsüdwestlich der Stadt Solothurn (Luftlinie). Das Bauerndorf erstreckt sich am Südrand der Ebene des Limpachtals, auf einem flachen Schwemmkegel des Mülchibachs, der hier aus den Höhen des Rapperswiler Plateaus austritt, im Schweizer Mittelland.
Die Fläche des 3,8 km² grossen Gebiets der ehemaligen Gemeinde umfasst einen Abschnitt des Berner Mittellandes. Die nördliche Grenze verläuft entlang des kanalisierten Limpachs. Von hier erstreckt sich Mülchi südwärts über das rund 1 km breite Limpachmoos bis auf die angrenzende gewellte Landschaft des Rapperswiler Plateaus. Westlich des Taleinschnitts des Mülchibachs liegt die Waldhöhe von Aspi (523 m ü. M.), östlich davon der breite Rücken des Schöniberges, auf dem mit 546 m ü. M. der höchste Punkt von Mülchi erreicht wird. Von der Gemeindefläche entfielen 1997 5 % auf Siedlungen, 18 % auf Wald und Gehölze, 76 % auf Landwirtschaft, und etwas weniger als 1 % war unproduktives Land.
Zu Mülchi gehören die Aussensiedlung Im Holz (492 m ü. M.) auf der Höhe östlich des Dorfes und einige Einzelhöfe. Nachbargemeinden bzw. ‑orte von Mülchi sind Limpach, Büren zum Hof und Etzelkofen im Kanton Bern sowie Messen und Unterramsern im Kanton Solothurn.

## Bevölkerung
Mit 253 Einwohnern (Stand 31. Dezember 2007) gehörte Mülchi zu den kleinen Gemeinden des Kantons Bern. Im Jahr 2002 waren von den Bewohnern 95,9 % deutschsprachig, 1,6 % italienischsprachig, und 1,2 % sprachen Französisch. Die Bevölkerungszahl von Mülchi belief sich jeweils auf folgende Anzahl Einwohner: 1764: 198, 1850: 380, 1900: 282, 1950: 295, 2000: 245. Seit dem Zusammenschluss mit Fraubrunnen im Jahr 2014 wird die Einwohnerzahl nicht mehr separat aufgeführt.

## Politik
Die Stimmenanteile der Parteien anlässlich der Nationalratswahlen 2011 betrugen: SVP 60,5 %, BDP 16,2 %, glp 8,8 %, SP 3,7 %, GPS 2,6 %, FDP 2,0 %, EVP 1,4 %, EDU 1,4 %, CVP 1,1 %.

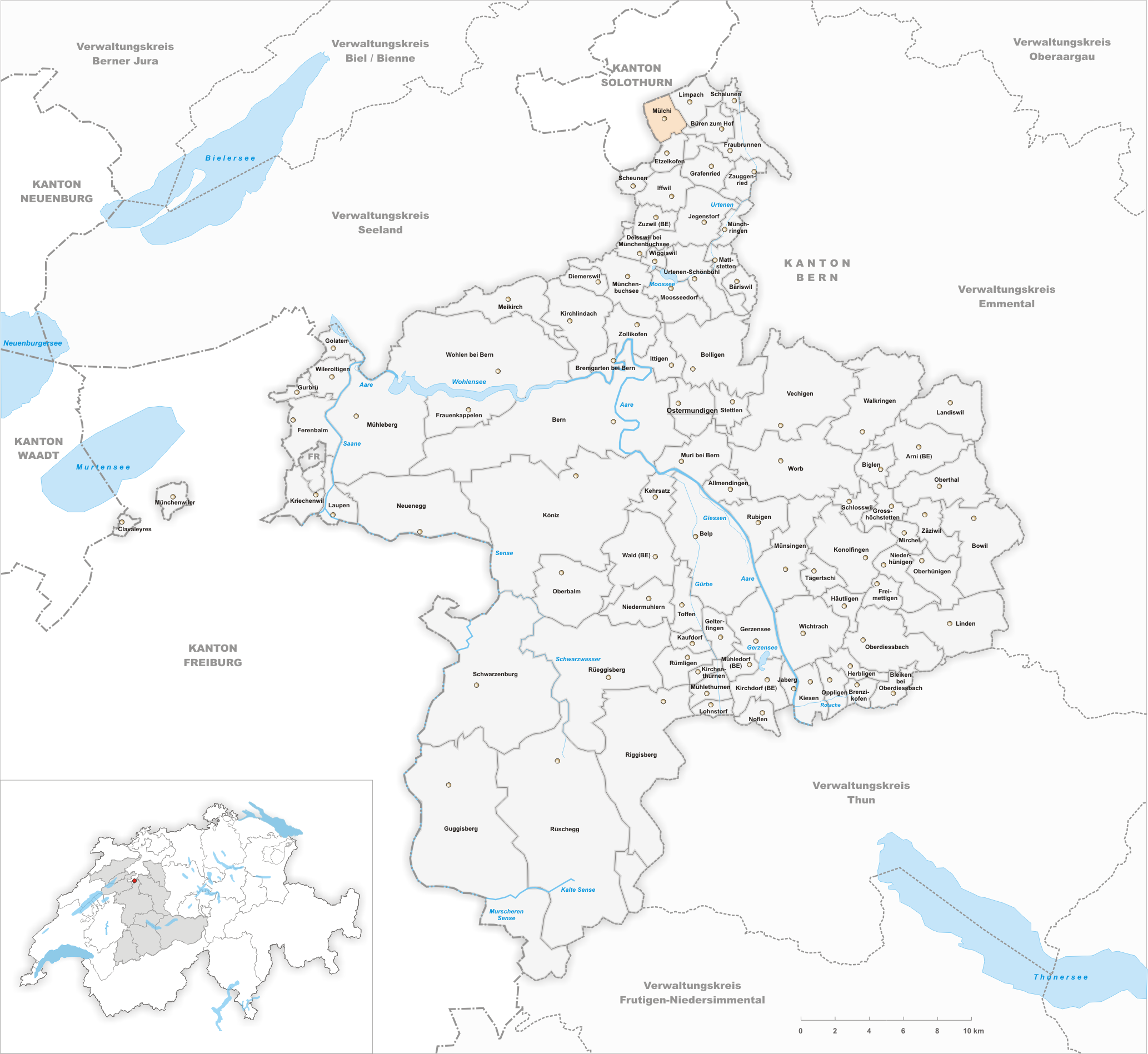
Gemeindestand vor der Fusion am 1. Januar 2014

## Wirtschaft
Mülchi war bis in die zweite Hälfte des 20. Jahrhunderts ein vorwiegend durch die Landwirtschaft geprägtes Dorf. Die Wasserkraft des Mülchibachs wurde früher für den Betrieb einer Mühle genutzt. Noch heute haben der Ackerbau, der Obstbau sowie die Milchwirtschaft und Viehzucht einen wichtigen Stellenwert in der Erwerbsstruktur der Bevölkerung. Ausserhalb des primären Sektors sind nur sehr wenige Arbeitsplätze im Dorf vorhanden. In den letzten Jahrzehnten hat sich das Dorf zu einer Wohngemeinde entwickelt. Viele Erwerbstätige sind deshalb Wegpendler, die hauptsächlich in den grösseren Ortschaften der Umgebung sowie in der Agglomeration Bern und im Raum Solothurn arbeiten.

## Verkehr
Die Ortschaft liegt abseits der grösseren Durchgangsachsen an einer Verbindungsstrasse von Bätterkinden nach Lyss. Durch einen Postautokurs, welcher die Strecke von Bätterkinden nach Messen bedient, ist Mülchi an das Netz des öffentlichen Verkehrs angebunden.

## Geschichte
Die erste urkundliche Erwähnung des Ortes erfolgte 1272 unter dem Namen Mulnheim. Später erschienen die Bezeichnungen Mulheim (1354), Mulchein (1531), Mülchy (1570) und Mülchi (1637). Die ursprüngliche Bedeutung des Ortsnamens lautet Siedlung bei der Mühle, abgeleitet vom althochdeutschen Wort mulin (Mühle).
Seit dem Mittelalter stand Mülchi unter der Oberhoheit der Grafen von Kyburg. Im 13. Jahrhundert erwarb das Zisterzienserinnenkloster Fraubrunnen den Zehnten über Mülchi. Im Jahr 1406 gelangte das Dorf unter Berner Herrschaft und wurde dem Landgericht Zollikofen zugeordnet.
Am 1. September 1773 wurde Mülchi durch einen Grossbrand vernichtet, drei Häuser überstanden den Brand. Im Wesentlichen prägen also Bauten, die nach 1773 entstanden sind, das Erscheinungsbild Mülchis. Nach dem Brand forderte die Obrigkeit, dass die Häuser weiter auseinander wieder aufgebaut würden und dass sie nun mit Ziegeln zu decken seien. Es entstand ein neues Siedlungsbild. Mülchi wurde damit auch zum Vorbild für andere Dörfer, denen später ein ähnliches Schicksal zustiess.
Nach dem Zusammenbruch des Ancien Régime (1798) gehörte Mülchi während der Helvetik zum Distrikt Zollikofen und ab 1803 zum Oberamt Fraubrunnen, das mit der neuen Kantonsverfassung von 1831 den Status eines Amtsbezirks erhielt.
Schon im 18. Jahrhundert wurden grosse Anstrengungen unternommen, der Versumpfung des Limpachtals entgegenzuwirken. Neues Kulturland wurde jedoch erst während der kantonsübergreifenden Melioration in den Jahren von 1939 bis 1951 gewonnen. 1978–1985 legte Mülchi den privaten Wald zusammen.
Rudolf Minger, der spätere Bundesrat, wurde 1881 in Mülchi geboren. Nach einem Welschlandjahr arbeitete er bis 1907 auf dem elterlichen Hof, wo er sich während einer längeren Krankheit autodidaktisch weiterbildete.

## Religion
Mülchi gehörte seit je zur Pfarrei bzw. Kirchgemeinde Messen SO.

## Sehenswürdigkeiten
Mülchi verfügt mit seinen zahlreichen charakteristischen Bauernhäusern aus dem 18. und 19. Jahrhundert über ein schützenswertes Ortsbild von nationaler Bedeutung. An der Moosgasse westlich des Dorfes befindet sich eine typische Taunersiedlung. Die ehemalige Mühle stammt von 1848. Mülchi besitzt keine eigene Kirche, es gehört zur solothurnischen Pfarrei Messen.

## Vereine
Stand 2023 sind in Mülchi folgende Vereine aktiv:
- Dorfleist Mülchi (seit 2014)
- Schützengesellschaft Mülchi (seit 1892)
- Hornussergesellschaft Mülchi
- Rosedornezunft (Fasnachtsverein)
- Männerchor Limpach-Mülchi
- Schwimmbad Messen

## Persönlichkeiten
- Rudolf Minger (1881–1955), Bundespräsident
- Werner Salzmann (* 1962), Ständerat

## Wetter
Seit dem 18. November 2015 liefert die Wetterstation Mülchi Daten ins Internet und an zahlreiche Wetterdienste wie z. B. Meteonews, Wetter.com, Weather Underground. Seither wurde Mülchi mehrmals bei SRF Meteo im Fernsehen gezeigt.

## Bilder

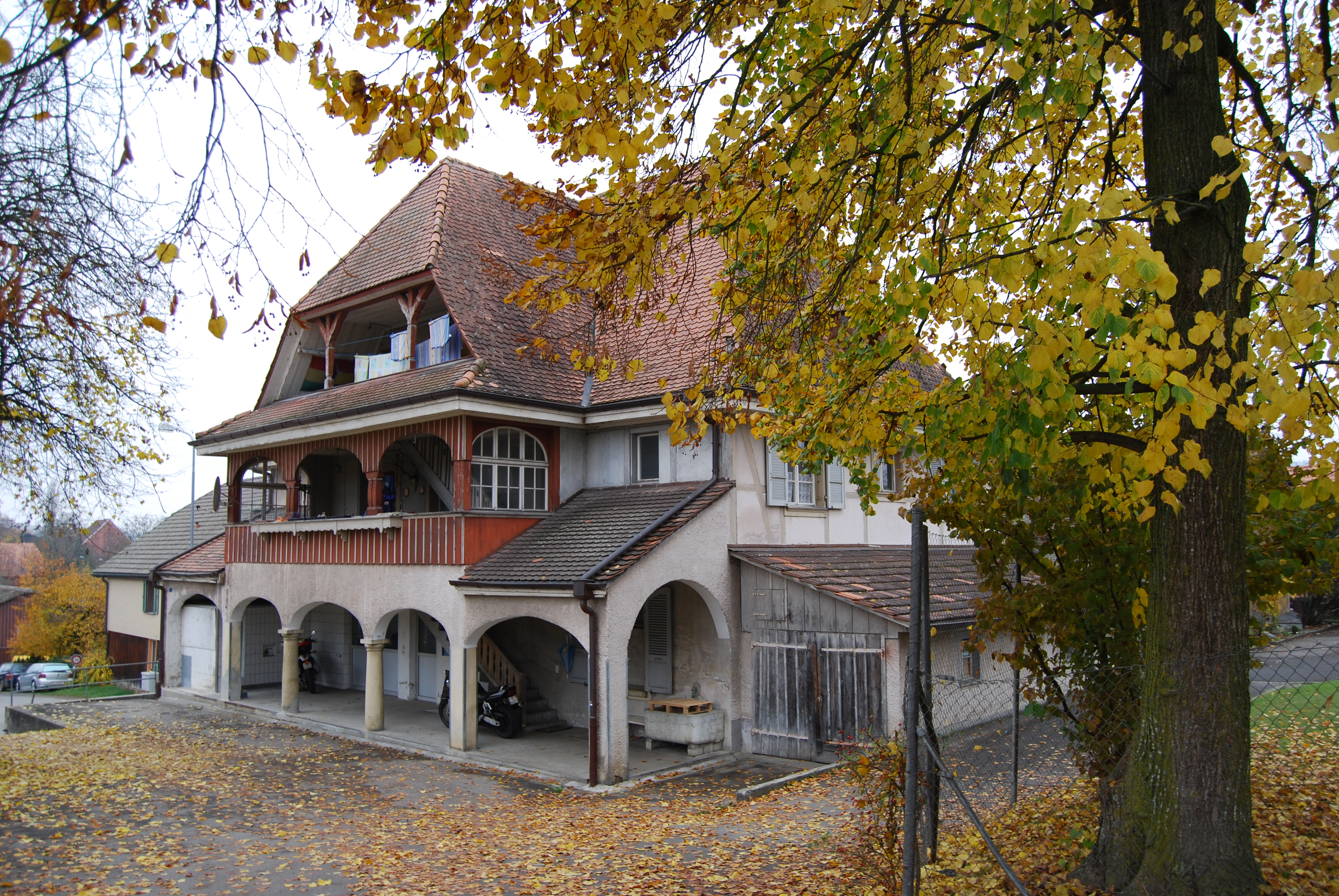
Käserei im Zentrum von Mülchi
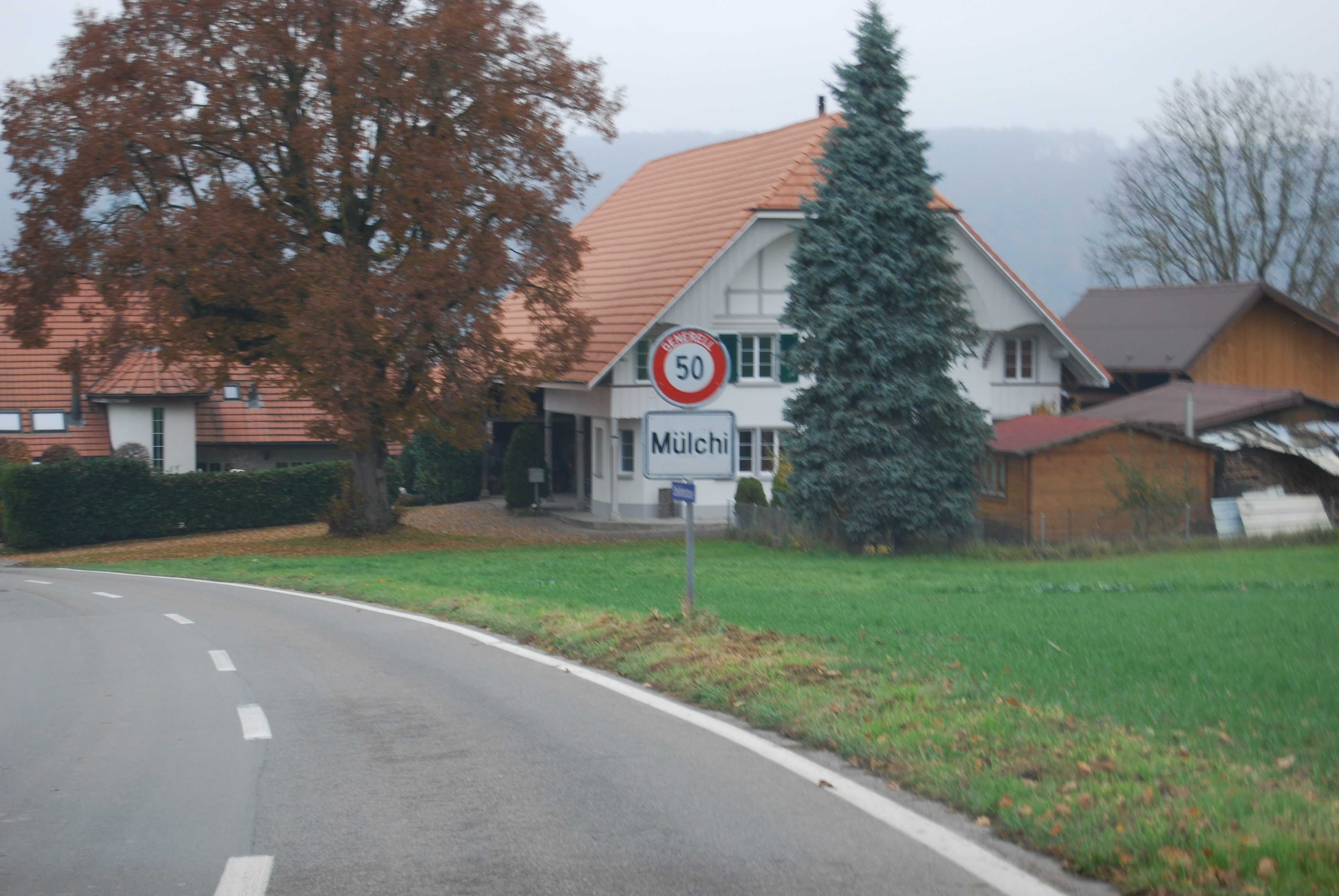
Dorfeingang von Mülchi
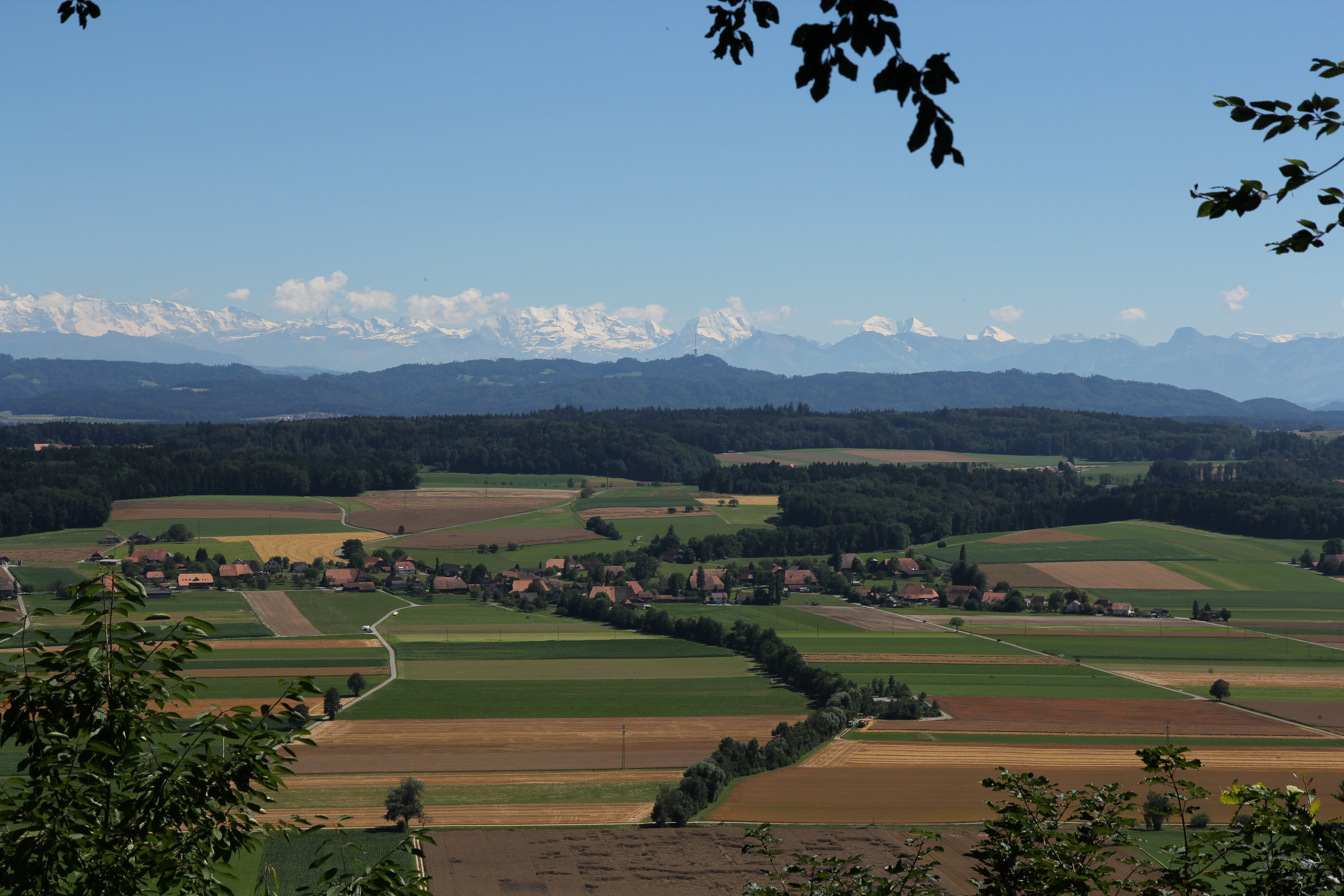
Mülchi aus Sicht vom Buechibärg